# Alex Willoughby
Alex Willoughby (Springburn, 17 settembre 1944 – 14 luglio 2004) è stato un allenatore di calcio e calciatore scozzese, di ruolo attaccante.

## Biografia
Suo cugino Jim Forrest è stato a sua volta un calciatore professionista; i due hanno anche giocato insieme ai Rangers, all'Aberdeen ed agli H.K. Rangers. Willoughby è deceduto nel 2004 a causa di un tumore.

## Carriera

### Giocatore
In carriera ha totalizzato complessivamente 179 presenze e 49 reti nella prima divisione scozzese con le maglie di Rangers ed Aberdeen, nell'arco di complessive undici stagioni; ha inoltre trascorso una stagione agli H.K. Rangers, club della prima divisione di Hong Kong, per poi ritirarsi nel 1975, all'età di 31 anni.
In carriera ha giocato una partita in Coppa dei Campioni, 4 partite (con un gol segnato) in Coppa delle Coppe e 10 partite (con un gol segnato) in Coppa UEFA.

### Allenatore
Dal 1980 al 1982 ha allenato il KA Akureyri, nella prima divisione islandese.

## Palmarès

### Giocatore

#### Competizioni nazionali
- Campionato scozzese: 1

Rangers: 1963-1964
- Coppa di Scozia: 3

Rangers: 1963-1964, 1965-1966
Aberdeen: 1969-1970
- Coppa di Lega scozzese: 2

Rangers: 1963-1964, 1964-1965
- Drybrough Cup: 1

Aberdeen: 1971
- Hong Kong Viceroy Cup: 2

Hong Kong Rangers: 1974, 1975